# Isidro Ferrer
Isidro Ferrer (Madrid, 3.3.1963) es un ilustrador y diseñador gráfico aragonés formado en arte dramático. Fue actor teatral antes de orientar su trayectoria profesional a la creación gráfica y es en esta actividad en la que, desde finales de los 80, ha destacado especialmente en el panorama nacional e internacional, llegando a cosechar un Premio Nacional de Diseño en el 2002 y un Premio Nacional de Ilustración en 2006. Entre su lista de clientes figuran Canal +, El País, Santillana y el Centro Dramático Nacional, para el que ha trabajado en la realización de los carteles de las temporadas 2006,07,08 y 09 y que han sido expuestos en diversos países.

## Biografía
Graduado en Arte Dramático y Escenografía, actuó para diversas compañías teatrales en los años 80. A raíz de un accidente con una larga rehabilitación, se alejó de los escenarios para descubrir su vocación en la comunicación gráfica. Sus inicios profesionales en este terreno se llevan a cabo ejerciendo de ilustrador en el diario El Heraldo de Aragón durante 1988. Poco después, en 1989 complementa su formación en Barcelona, en el estudio de Peret, con el que traba una gran amistad y que influirá definitivamente en su estilo, así como sobre ambos será un referente Pla-Narbona. Cabe destacar que este último también formó en su estudio a Peret. 
En 1989 crea, junto a otros tres profesionales, el Estudio Camaleón en Zaragoza y comienza a cosechar diversos premios, como el del Ministerio de Cultura al libro mejor editado (en 1993) por El Vuelo de la Razón: Una visión de Goya.
 Desde 1996 trabaja en su propio estudio en Huesca y comienza a contar con importantes encargos para grupos editoriales como Santillana o Alfaguara y el diario El País.
Desde el año 2000 es miembro de AGI (Alliance Graphique Internationale) y en ese mismo año su trabajo apareció recogido en la exposición Signos del Siglo. Poco después, en el año 2002, recibe el Premio Nacional de Diseño otorgado por el Ministerio de Ciencia y Tecnología. En esta ocasión, el premio fue entregado por el rey Juan Carlos I e Isidro Ferrer mostró su rechazo a la Guerra de Irak leyendo un poema antibelicista de Gloria Fuertes y fue aplaudido, entre otros, por el propio monarca, según recogió el diario El Mundo. Además, en el 2006 obtuvo el Premio Nacional a las mejores ilustraciones infantiles y juveniles del Ministerio de Educación y Cultura por Una casa para el Abuelo.
Durante su trayectoria como grafista ha seguido muy vinculado al mundo escénico realizando numerosos carteles, un buen número de ellos ha podido verse expuesto en países como El Salvador o Perú en la exposición "No es esto". En ella se incluían los diseños realizados por Isidro Ferrer en colaboración con Nicolás Sánchez y Sean Mackaouki para el Centro Dramático Nacional entre 2006 y 2009. 
Además de su destacada trayectoria como diseñador, cartelista e ilustrador, Ferrer ha desarrollado trabajos audiovisuales como el realizado para un anuncio del New Beetle de Volkswagen o diversas cortinillas de continuidad para Canal +, premiadas en el 2000 con el Premio AEPD (Asociación Española de Profesionales del Diseño).

Ocasionalmente imparte talleres de diseño y de ilustración, y su trabajo ha estado expuesto de manera individual en Croacia, Portugal, Francia, Italia, México, Colombia, Chile, en el Centro Cultural de España en Honduras, El Salvador, Perú y Estados Unidos.

## Estilo
En sus trabajos las imágenes juegan con distintos sentidos y los objetos cotidianos cobran una relevancia excepcional, convirtiéndose en significantes de contenidos sorprendentes y, a menudo sirven de medio para representarse a sí mismo. Juega a menudo con el surrealismo y con la combinación chocante de motivos para que, fotografiados en conjunto, adquieran una nueva dimensión. Además, las texturas tienen un papel importante en las composiciones de unos materiales que, al pasar por su filtro, se humanizan o "animalizan" convirtiéndose en personajes singulares.

## Premios
- Premio del Ministerio de Cultura al libro mejor editado (1993)
- Premio Nacional de Diseño (2002)
- Premio Daniel Gil de edición (2003)
- Premio Nacional a las mejores ilustraciones infantiles y juveniles del Ministerio de Educación y Cultura (2006)
- Premio Junceda Iberia de ilustración de la Asociació Profesional d Il·lustradors de Catalunya, APIC (2006)